# Helmut Victor Muhsam
Helmut Victor Muhsam, geboren als Helmut Victor Mühsam (geboren 12. August 1914 in Berlin; gestorben 1997) war ein österreichisch-israelischer Statistiker und Demograf.

## Leben
Helmut Victor Mühsam war ein Sohn des Filmkritikers Kurt Mühsam und der Kunsthistorikerin Alice Freymark. Seine älteste Schwester Ruth Marton wurde Schauspielerin und Schriftstellerin, die andere Schwester Gerd Muehsam Bibliothekarin. Mühsam besuchte das Collège Français in Berlin und begann ein Studium der Physik und Mathematik an der Technischen Hochschule Berlin. Nach der Machtübergabe an die Nationalsozialisten musste er das Studium in Deutschland aufgeben und ging 1934 in die Schweiz an die Université de Genève, wo er 1937 in Physik promoviert wurde. Er lernte die aus Jerusalem stammende Brouria Feldman kennen und zog mit ihr nach Palästina, wo sie heirateten. Sie haben eine Tochter. Brouria Feldman-Muhsam machte eine wissenschaftliche Karriere als Entomologin an der Hebräischen Universität Jerusalem. Muhsam arbeitete von 1938 bis 1944 als Statistiker für das Nationalausschuss (hebräisch הַוַּעַד הַלְּאֻמִּי HaWaʿad haLeʾummī), die Exekutive der Repräsentantenversammlung der Personalkörperschaft jüdischer Palästinenser (Jischuv), und von 1944 bis 1948 für das Government of Palestine der britischen Mandatsmacht.
Nach Gründung des Staates Israel war Muhsam von 1948 bis 1952 Chefstatistiker in der Administration. Daneben arbeitete er als Statistiker an der Hebräischen Universität Jerusalem. 1957/1958 arbeitete er für die United Nations in New York, 1961/1962 hatte er eine Gastprofessur für Soziologie und öffentliches Gesundheitswesen an der University of California at Berkeley. 1969 wurde er Dozent am Institut für Demografie und Statistik an der Hebräischen Universität Jerusalem und war dort Abteilungsleiter. Muhsam war zeitweise Vizepräsident der Union Internationale pour l’Étude Scientifique de la Population, er war Mitglied in der American Statistical Association und der International Biometric Society. Von 1980 bis 1985 beteiligte er sich an der Arbeit der Ethikkommission des International Statistical Institute. Muhsam war Autor einer Reihe von Aufsätzen in wissenschaftlichen Zeitschriften.

## Schriften (Auswahl)
- The Supply of Professional Manpower. 1959
- Bedouin in the Negev : Eight demographic studies. Jerusalem : Jerusalem Academic Press, 1966
- The Valuation of Men and the Principles of Cost-Benefit Analysis of Family Planning Activities. Tel Aviv : David Horowitz Institute for the Research of Developing Countries, Tel Aviv University, 1975
- (Hrsg.): Education and population : mutual impacts. Dolhain : Ordina Editions, 1975
- Birth, death and national income, in: Giuseppe Gaburro (Hrsg.): Essays on population economics. In memory of Alfred Sauvy. Padua : Cedam, 1991 ISBN 88-13-17378-4